# Lasioglossum fedtschenkoi
Lasioglossum fedtschenkoi là một loài Hymenoptera trong họ Halictidae. Loài này được Blüthgen mô tả khoa học năm 1938.